# بيت السريحي (بعدان)

تعديل مصدري - تعديل

بيت السريحي هي إحدى قرى عزلة الحرث بمديرية بعدان التابعة لمحافظة إب، بلغ تعداد سكانها 270 نسمة حسب تعداد اليمن لعام 2004.